# Stenostephanus krukoffii
Stenostephanus krukoffii är en akantusväxtart som beskrevs av D.C. Wasshausen. Stenostephanus krukoffii ingår i släktet Stenostephanus och familjen akantusväxter. Inga underarter finns listade i Catalogue of Life.